# Orbiliaceae
Orbiliaceae is een familie van schimmels, die behoren tot de orde Orbiliales van de ascomyceten. Enkele soorten zijn nematofage schimmels. Tot nu toe zijn er van deze familie 360 soorten bekend. Van de meeste soorten komt ook de anamorfe vorm voor, die dan bij de Coelomycetes en Hyphomycetes van de Fungi imperfecti worden ingedeeld. Ongeveer 80% van de soorten groeien op gedroogd of uitdrogend plantenmateriaal. Bij deze xerotolerante soorten verdragen de apotheciën een volledige uitdroging. In Tibet werden soorten op 3500 m hoogte gevonden.
De anamorfe vorm heeft doorzichtige of bleekroze tot oranje schimmeldraden. De holoblastische, doorschijnende, meestal gesepteerde conidiën zijn 10 - 100 µm lang en hebben veel verschillende vormen.

## Kenmerken

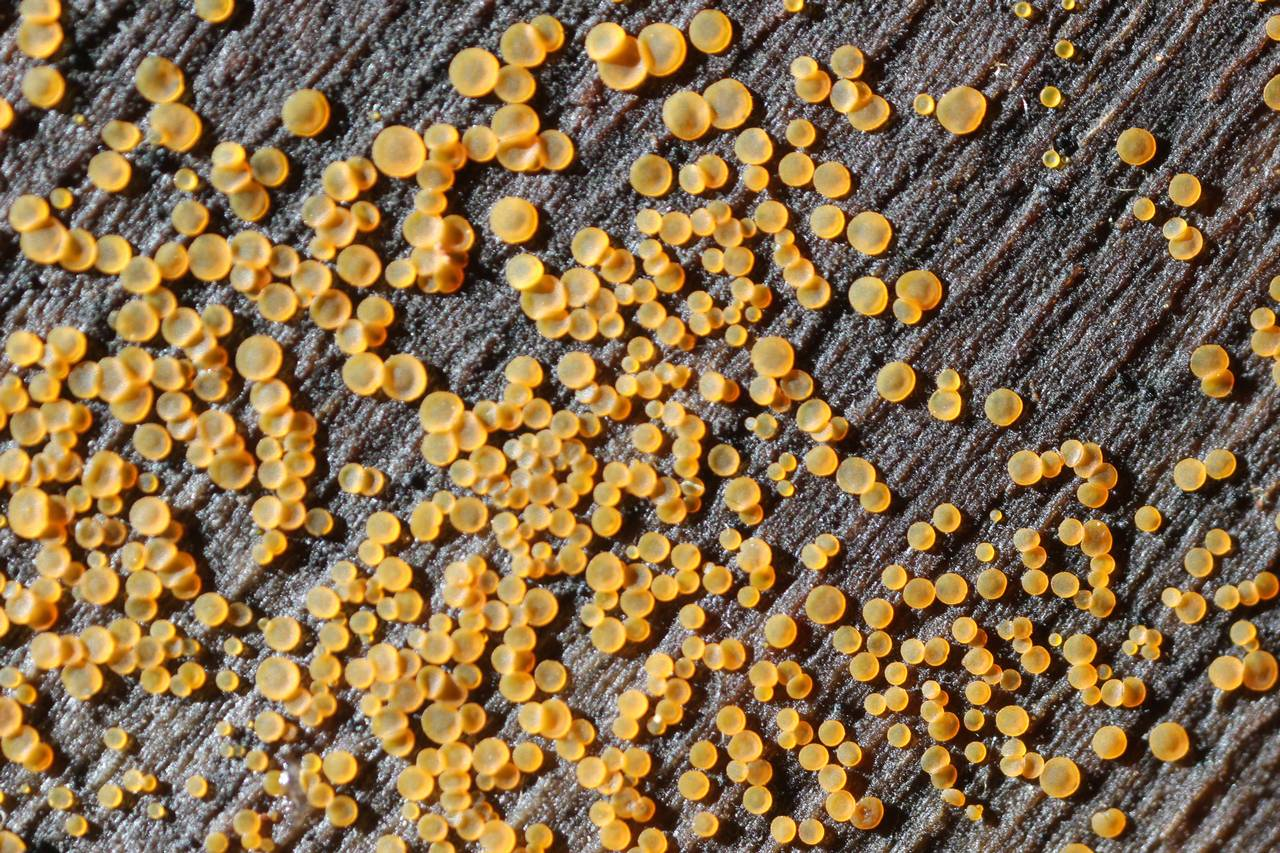
Apothecia van Orbilia xanthostigma

Het ascocarp is een wasachtig, doorschijnend of gelig tot roodachtig, 0,2 - 2 mm groot apothecium. Ze groeien op hout of de schors, op kruidachtige planten, oude paddenstoelen, dierlijke resten of de grond. Het excipulum bestaat uit ronde tot hoekige of prismavormige cellen. De rand van het apothecium is glad of soms met haren van verschillende lengte bezet, die tot tanden verkleefd kunnen zijn. Het hymenium bestaat uit parafysen met vaak een knots- tot hoofdjesvormige top. De sporenzakjes bevatten meestal acht ascosporen, maar ook met 16, 32, 64 of 128 ascosporen komen voor. De ascosporen zijn afgerond tot zadelvormig en hebben een dunne, iets tot sterk verdikte wand. Aan de basis zijn ze van kort en dik tot lang en dun gesteeld. De ascogene hyfen hebben een septum of bijna geen septum. De ascosporen zijn doorzichtig en bijna nooit gesepteerd. Afhankelijk van de soort zijn ze 2 - 30 micrometer lang. Vaak hebben de ascosporen aan het ondereind een meer of minder dunne, staartvormige verlenging, die aan het eind opgezwollen kan zijn. Verlengde ascosporen zijn afhankelijk van de soort vaak weinig tot zeer sterk gekromd.

## Taxonomie

### Teleomorfe vorm
Eriksson onderscheidde in 2006 twee geslachten:
- Hyalorbilia: De top van het sporenzakje is halfrond en dunwandig. De sporenzakjes zijn meestal kort en hebben een dikke steel. Ze ontstaan uit haken. Het excipulum bestaat voornamelijk uit prismavormige cellen. Bij de meeste soorten hebben de ascosporen aan beide einden een of meerdere, meestal ronde sporenlichaampjes. De toppen van de parafysen zijn niet of matig verdikt. Het hymenium is vaak geleiachtig. De apotheciën zijn meestal doorzichtig tot geelachtig, zelden oranje.[4]
- Orbilia: De top van het sporenzakje is halfrond of zadelvormig afgevlakt en dun- tot dikwandig. De sporenzakjes zijn vaak lang en hebben een dunne steel, aan de basis gaffelvormig vertakt en ontstaan niet uit haken. Het excipulum bestaat vooral uit ronde tot hoekige cellen. De ascosporen hebben alleen aan het topeinde sporenlichaampjes met zeer verschillende vormen. De toppen van de parafysen zijn niet tot sterk verdikt. Het hymenium is niet geleiachtig. De apotheciën zijn doorzichtig, roze, rood of geel, zelden zwart.[4] De soortsindeling is nog kunstmatig, zo zijn van de teleomorfe vorm Orbilia auricolor vier anamorfe vormen bekend.[6]

In 2007 werd een nieuw geslacht, Pseudorbilia, met vooralsnog maar één soort Pseudorbilia bipolaris beschreven: De top van het sporenzakje is afgevlakt en dunwandig. De sporenzakjes ontstaan uit haken. Het excipulum bestaat uit hoekige cellen. De ascosporen zijn cilindrisch tot iets haltervormig en hebben aan beide einden een sporenlichaampje. De toppen van de parafysen zijn iets verdikt. Het hymenium is niet geleiachtig. De apotheciën zijn doorzichtig.

### Anamorfe vorm

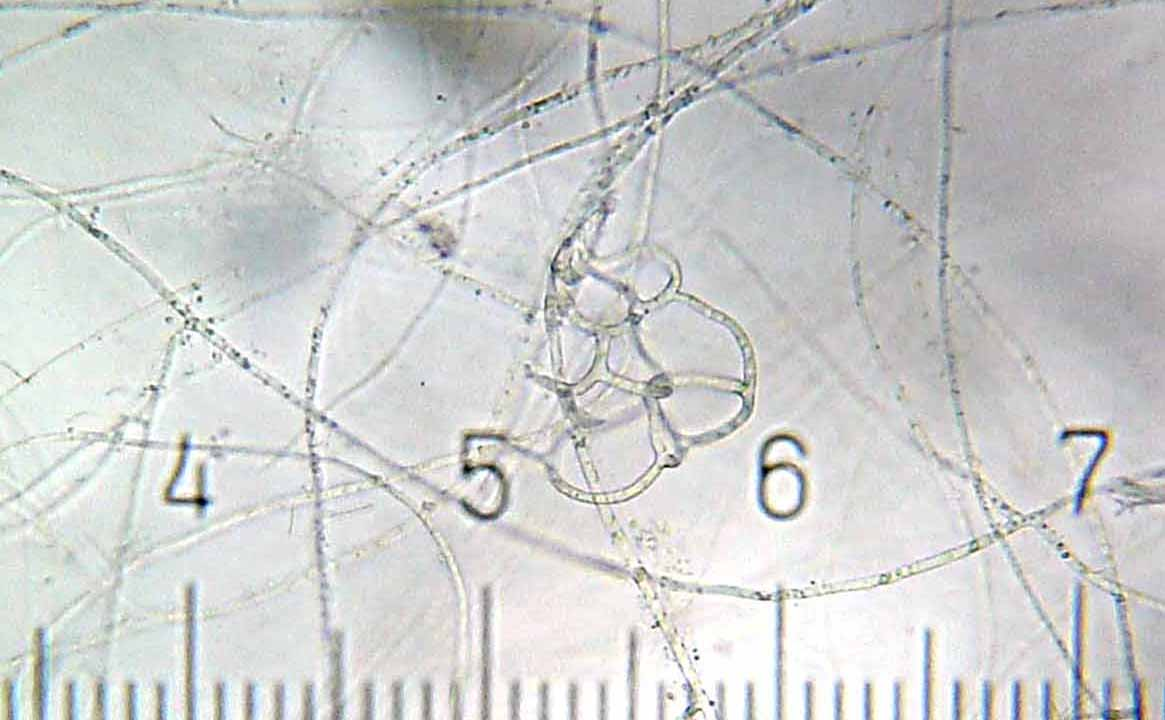
Kleverige netten van een nematofage Arthrobotrys-soort

Bij de anamorfe vorm komen 12 geslachten voor (2003):
- Anguillospora, typesoort verplaatst naar Amniculicola
- Arthrobotrys
- Dactylella
- Dactylellina
- Dicranidion
- Drechslerella
- Dwayaangam
- Gamsylella: naar Li et al. (2005)[8] is de naam een synoniem van Dactylellina.
- Helicoon (discutabel)
- Lecophagus
- Tridentaria
- Trinacrium

In 2007 zijn er twee nieuwe geslachten aan toegevoegd:
- Brachyphoris
- Vermispora